# Honda Integra Type R
Honda Integra Type R (type DC2) var en 2+2-personers sportscoupé med forhjulstræk fra Honda, som ofte betragtes som Gruppe N-racerbil godkendt til brug på offentlig vej.

## Historie
Modellen var oprindeligt kun beregnet til USA og Japan, og var en del af tredje generation af Integra-serien. I januar 1998 kom Integra på markedet i Europa, men udelukkende i den her beskrevne Type R-sportsversion. Modellen var drevet af en 1,8-liters sugemotor med Hondas VTEC-ventilstyringssystem og en maksimal effekt på 140 kW (190 hk) (vægt/effekt-forhold 6,32 kg/hk, litereffekt 106 hk) og et drejningsmoment på 178 Nm ved 7.300 omdr./min. Kraften blev med en femtrins manuel gearkasse overført til forhjulene gennem et 25-procents, momentfølende Torsen-spærredifferentiale. Derved kunne den 1.200 kg tunge bil accelerere fra 0 til 100 km/t på 6,7 sekunder og opnå en tophastighed på 233 km/t. Gennemsnitsforbruget var opgivet til omkring 8,8 liter pr. 100 km.
I modsætning til de i Europa ikke markedsførte Integra-versioner var Type R udstyret med en aerodynamikpakke bestående af front- og hækspoilere. Ud over en sportsligere undervognsafstemning med mere progressive fjedre på bagakslen samt tykkere stabilisatorer på for- og bagaksel havde modellen også specielle gummimuffer på de forreste nederste tværled, som tjente til stabilisering af bremse- og styreforholdene på forhjulene. Derudover blev karrosseriet forstærket med ekstra plader på diverse, ikke så stive, steder som hjulkasserne samt taget mellem C-søjlerne. På grund af vægtreducerende forhold blev den herved øgede masse modvirket. Støttevidden på de bageste hjullejer blev øget for at give bagakslen mere stabilitet mod uønskede styreændringer.
Selv om den japanske version af Integra fra 98spec-modellen og frem blev solgt med større 16" alufælge og dæk i størrelse 215/45 ZR16, havde den europæiske version det nye egemål 5x114,3 og dermed også større bremser, dog blev den oprindelige hjulstørrelse (15" på 195/55 R15) bibeholdt. Ligeledes blev den fra 98spec i Japan monterede 4-1 ædelstålsmanifold ikke monteret i den europæiske model, men derimod gearkasseudvekslingen med længere 4. og 5. gear samt kortere akseludveksling. Denne udstødningsmanifold gjorde, at den japanske model havde et højere drejningsmoment ved et lavere omdrejningstal (186 Nm ved 6.200 omdr./min. i stedet for 178 Nm ved 7.300 omdr./min.), passende til det lavere motoromdrejningstal efter skift fra 3. til 4. gear.
Produktionen blev afsluttet i oktober 2001. Den i Japan, Australien, Hongkong og Nordamerika markedsførte næste Integra-generation (i USA, Canada og Hongkong under navnet Acura RSX, kom ikke til Europa.

## Tekniske data
|                                                | Integra Type R (DC2)                |
| Byggeår                                        | 1/1998–10/2001                      |
| Motordata                                      |                                     |
| Motorkode                                      | B18C6                               |
| Motortype                                      | R4-benzinmotor                      |
| Antal ventiler pr. cylinder                    | 4                                   |
| Ventilstyring                                  | DOHC, tandrem                       |
| Fødesystem                                     | Multipoint                          |
| Trykladning                                    | —                                   |
| Køling                                         | Vandkøling                          |
| Boring × slaglængde                            | 81,0 × 87,2 mm                      |
| Slagvolume                                     | 1797 cm³                            |
| Kompressionsforhold                            | 11,1:1                              |
| Maks. effekt                                   | 140 kW (190 hk) ved 7900 omdr./min. |
| Maks. drejningsmoment                          | 178 Nm ved 7300 omdr./min.          |
| Kraftoverførsel                                |                                     |
| Drivende hjul                                  | Forhjul                             |
| Gearkasse                                      | 5-trins manuel                      |
| Præstationer                                   |                                     |
| Topfart                                        | 233 km/t                            |
| Acceleration, 0–100 km/t                       | 6,7 sek.                            |
| Brændstofforbrug pr. 100 km ved blandet kørsel | 8,8 liter Blyfri 98                 |
| Udstødningsnorm                                | Euro2                               |

## Modelvarianter i udlandet
Ud over de ikke til Europa officielt importerede forgængere og efterfølgere fandtes der også anderledes motoriserede og udstyrede versioner af den tredje Integra-generation. I Nordamerika fandtes versionerne LS og GS med motoreffekt fra 140 hk, samt den sportsligere version GS-R med 170 hk. I disse versioner fandtes Integra også som firedørs sedan, mens en 4-dørs Type R (type DB8) kun blev solgt på det japanske marked. I Nordamerika blev Integra solgt under varemærket Acura.

## Japansk Type R-model
I Japan fandtes Type R i flere forskellige versioner, med hvilke modelåret "98spec" bragte de største tekniske forandringer med sig i forhold til den først introducerede "96spec", mens senere facelifts udelukkende var kosmetiske. Begge de nævnte modelversioner adskilte sig fra hinanden gennem diverse, moderate tekniske ændringer (som f.eks. 16" fælge med egemål 5×114,3 på 98spec mod 15" med 4×114,3 på 96spec, forskellig gearkasseudveksling, forskellige udstødningsmanifolde og en større indsugningsmanifold med polerede indsugnings- og udstødningskanaler).
De største forskelle mellem den japanske og den europæiske udgave var et andet frontparti samt en anden, men lignende motor (B18C med 147 kW/200 hk) med en cirka kun halvt så lang katalysator, en anden manifold (med samme form som den europæiske model, men med 65 i stedet for 40 mm udløb) og andre knastaksler. Egenvægten på 98spec var opgivet til 1080 kg.